# Kepler-22
Kepler-22 được xác định là sao có vị trí biểu kiến nằm trong chòm sao Thiên Nga, cách hệ Mặt Trời khoảng 190 parsec (hay 620 năm ánh sáng), có quang phổ thuộc lớp G (cùng nhóm với Mặt Trời của chúng ta), có nhiệt độ trung bình bề mặt 5.518±44 K, khối lượng xấp xỉ 0,97±0,06 khối lượng Mặt Trời, bán kính khoảng 0,979±0,020 bán kính Mặt Trời, với gia tốc trọng trường tại bề mặt 4,44±0,06 g, tốc độ tự quay khoảng 0,6±0,1 × 10³m/s và có tuổi chưa xác định. Sao Kepler-22 có cấp sao biểu kiến 11,664, có nghĩa là sáng hơn một chút so với các quasar sáng nhất nhưng vẫn tối hơn các sao có thể nhìn thấy bằng mắt thường. Tổng bức xạ năng lượng của nó có cường độ bằng khoảng 0,79±0,04 lần bức xạ của Mặt Trời (mỗi giây Mặt Trời phát ra năng lượng khoảng 0,385 Joule). Độ kim loại (tỷ lệ sắt trên hiđrô) của Kepler-22 dao động trong khoảng 0,29±0,06.

## Hệ hành tinh
Vào ngày 05 tháng 12 năm 2011, các nhà khoa học từ các sứ mệnh Kepler thông báo rằng một thiên thể giống Trái Đất (Kepler-22 b) đã được phát hiện quay quanh trong vùng sinh sống của ngôi sao bởi tàu vũ trụ Kepler của NASA. Điều này có ý nghĩa đáng kể ở chỗ nó là ngoại hành tinh có kích thước tương đối bằng Trái Đất (lớn gấp 2,4 lần), được xác nhận là quay quanh khu vực có thể sống được của ngôi sao. 
| Thiên thể đồng hành (thứ tự từ ngôi sao ra) | Khối lượng | Bán trục lớn (AU) | Chu kỳ quỹ đạo (ngày) | Độ lệch tâm | Độ nghiêng      | Bán kính |
| ------------------------------------------- | ---------- | ----------------- | --------------------- | ----------- | --------------- | -------- |
| b                                           | < 0.11 MJ  | 0.849 ± 0.018     | 289.8623 +0.016 −0.02 | —           | 89.764 ± 0.042° | 2.4 R🜨   |